# Yumi Umeoka
Yumi Umeoka er en tidligere japansk fodboldspiller. Hun har tidligere spillet for Japans kvindefodboldlandshold.

## Japans fodboldlandshold
| Japans landshold | Japans landshold | Japans landshold |
| År               | Kmp              | Mål              |
| ---------------- | ---------------- | ---------------- |
| 1997             | 3                | 0                |
| 1998             | 1                | 0                |
| Total            | 4                | 0                |